# 이스턴 코빈
이스턴 코빈(Easton Corbin, 1982년 4월 12일 ~ )은 미국의 컨트리 가수이다.